# 北野文芸座
北野文芸座（きたのぶんげいざ）は、長野県長野市西後町にある演芸場。北野建設の創業者北野吉登が文化貢献施設として建設した。

## 概要
善光寺表参道（中央通り）に面し、歌舞伎座風の外観を持つ。伝統演劇のみならず音楽や各種公演にも用いられる。
企業メセナの走りとしても有名な施設で、現在も北野建設により運営されている。

## 施設・客席数
- 客席：385席
- 楽屋：6室
- 稽古室：1室
- 応接室：和洋各1室

## アクセス
- 長野駅善光寺口よりアルピコ交通 10〜17系統などに乗車、「権堂入口」下車すぐ
- 長野電鉄長野線「権堂駅」下車、徒歩10分